# 琳达·瑞安
琳达·瑞安（英語：Linda Ryan，1966年8月25日—），澳大利亚女子射击运动员。她曾代表澳大利亚参加2002年和2010年英联邦运动会射击比赛，获得一枚金牌和二枚银牌。她也曾参加2000年和2004年夏季奥运会。